# Мітч Ніколс
Мітч Ніколс (англ. Mitch Nichols; нар. 1 травня 1989, Саутпорт, Австралія) — австралійський професійний футболіст, півзахисник «Мельбурн Вікторі».